# Omaloplia gobbii
Omaloplia gobbii är en skalbaggsart som beskrevs av Piattella och Guido Sabatinelli 1993. Omaloplia gobbii ingår i släktet Omaloplia och familjen Melolonthidae. Inga underarter finns listade i Catalogue of Life.